# Basolo

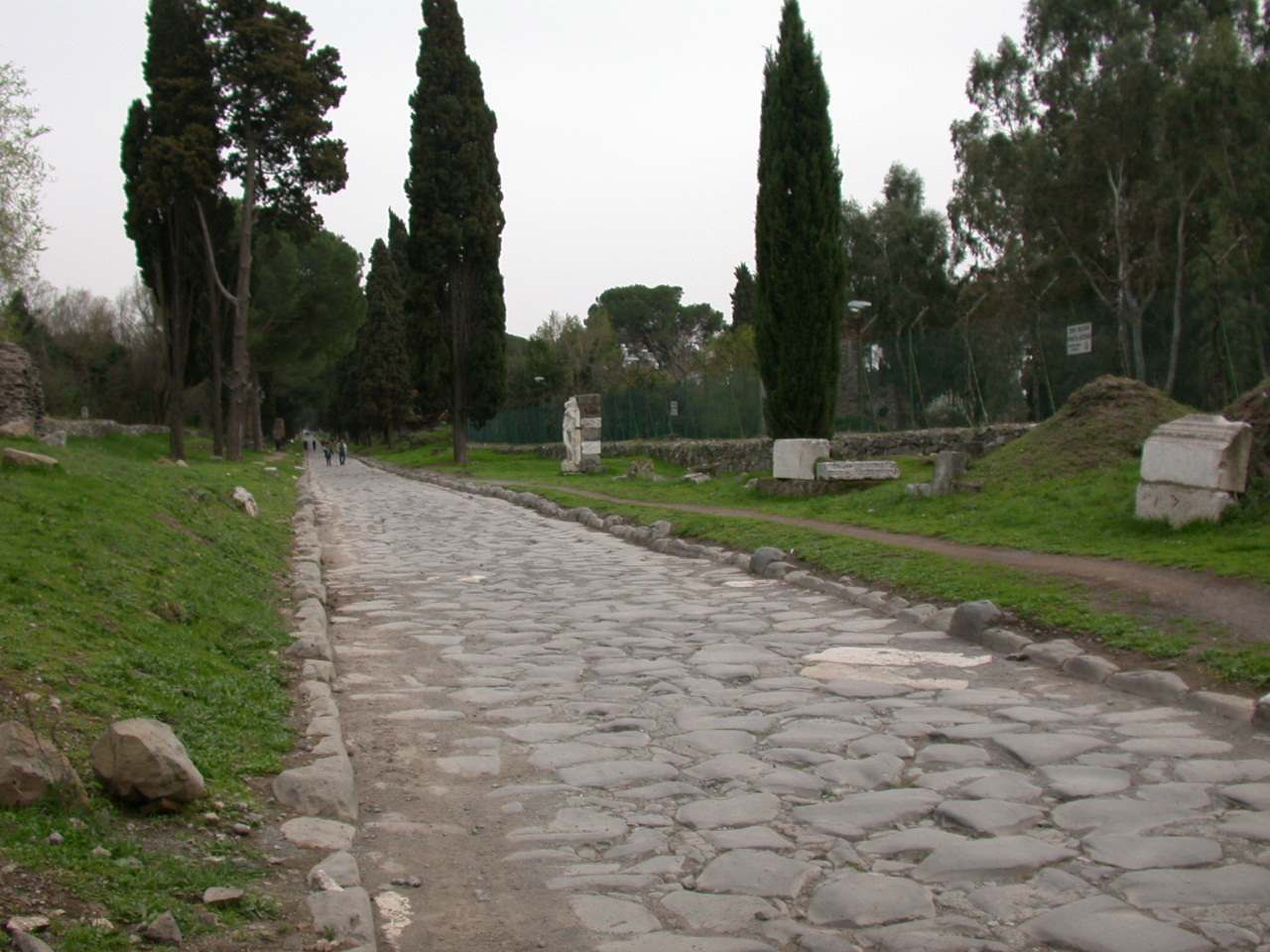
Basolato della via Appia Antica

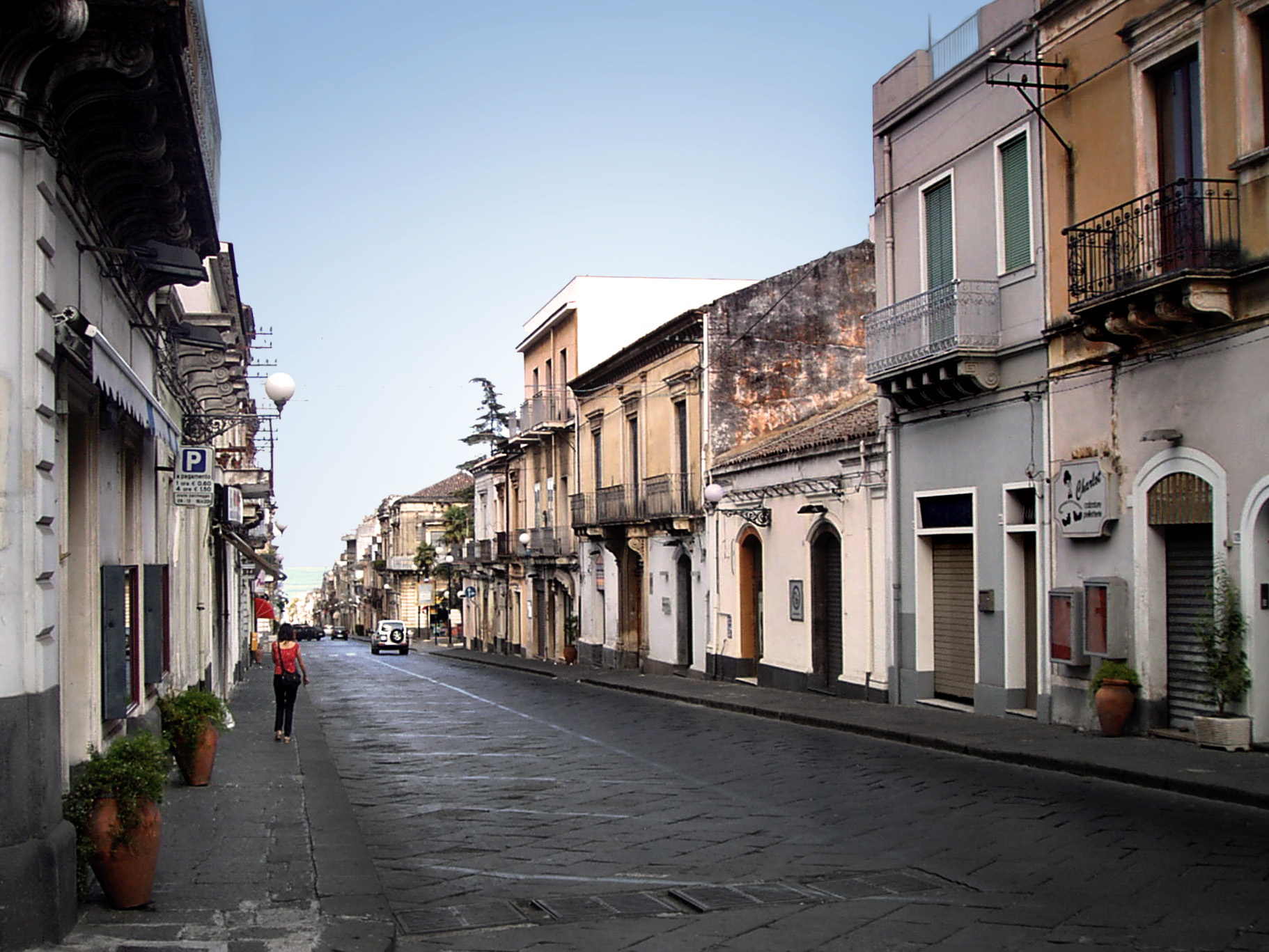
Basolato lavico in corso Italia a Giarre

Il basolo (o basola) è una lastra di roccia di origine vulcanica o calcarea, o altra pietra tenace, di notevole peso e dimensioni (spesso 50x50 cm o 60x60 cm), impiegata per le pavimentazioni stradali.
Il termine "basolato" indica invece un tipo di pavimentazione stradale utilizzato inizialmente dagli antichi Romani (primi nella storia a far uso, appunto, di basoli) tanto per le vie urbane quanto per le vie di collegamento fra Roma e le varie regioni dell'Impero, onde permettere una maggiore fluidità nei trasporti. La pietra che veniva usata all'epoca era la leucitite, erroneamente chiamata selce.
L'aspetto della pavimentazione è piuttosto variabile secondo il grado di squadratura e planarità del pezzo utilizzato passando da semplici massicciate di battuto rinforzate da scapoli di pietrame, a basolati di ciottoli piuttosto tondeggianti a vere e proprie lastre perfettamente planari e ben accostate; la parte inferiore del basolo era in genere a cuneo o tronco di cono, così da essere conficcata saldamente nel terreno.
Comunemente si intende oggi indicare col termine di basolato la tecnica di pavimentazione stradale adottata, a partire dai primi anni del Settecento, in tutto il Meridione, che prevede un perfetto accostamento di conci di forma squadrata e perfettamente planari sulla superficie carrozzata. Nel 1711 a Cava dei Tirreni si dà mano alla basolatura della strada principale adottando l'esplicita dizione di vasolo squadrato da preferirsi a quello tondo ("acciottolato"). Nel secolo successivo, il basolato sarà la pavimentazione di riferimento per tutte le piazze e le strade cittadine e molti capitolati d'appalto riportano puntigliose descrizioni della forma e della dimensione del basolo secondo l'uso (marciapiede, carreggiata, cunetta per l'acqua).
Il materiale per la pavimentazione di un basolato è sempre una pietra di eccezionale durezza, non segabile ma solo scalpellabile. Spesso era lavorata a martellina a punte per ricavare la planarità desiderata. A Cava dei Tirreni venne utilizzata pietra dura proveniente da Portici, mentre su altri contesti in cui era disponibile pietra dura vulcanica fu utilizzata quest'ultima. In Terra d'Otranto è utilizzato il calcare (di Soleto o di Castro, nel Barese la pietra di Trani o Apricena). In ogni caso la pietra doveva resistere alla consunzione anche al passaggio delle pesanti ruote ferrate dei traini e delle carrozze evitando la formazione del solco di carreggiata.
L'utilizzo del basolo sta, in questi ultimi anni, tornando nuovamente in voga, in particolar modo nel contesto degli interventi di riqualificazione dei centri storici urbani, in sostituzione dello strato di asfalto, con esiti ancora da verificare nel tempo.
Le motivazioni di tale scelta sono molteplici:
- rispetto all'asfalto, un basolato presenta una maggiore resistenza, soprattutto alle condizioni atmosferiche (l'asfalto tende a sbriciolarsi, a creare, se realizzato male, le famose "buche" sul manto stradale)
- minori costi di manutenzione[senza fonte]
- un basolato ha per alcuni un valore estetico più alto rispetto a un semplice manto in asfalto, che ben si accorda con l'edilizia storica di un centro urbano

La realizzazione di un basolato presenta però, rispetto all'uso dell'asfalto, degli inconvenienti:
- maggiori costi di realizzazione
- maggiori tempi di realizzazione
- disturbi nello scorrimento del traffico stradale dovuti alla "rugosità" dei basoli che tende a far "vibrare" il veicolo in movimento costringendo a ridurre la velocità di marcia
- disturbi all'aderenza dei veicoli in transito per usura delle superfici dei basoli
- maggior rumorosità

- Anche per quanto riguarda la pavimentazione dei marciapiedi il basolo ha riavuto in questi ultimi 20 anni un "ritorno di fiamma", nell'ottica spesso propagandistica di una sedicente riqualificazione dei centri storici, basti pensare a Napoli, dove il basolo siciliano e coreano hanno sostituito tutte le precedenti pavimentazioni e dove questa pavimentazione viene recentemente usata anche nelle piazze, anche a discapito del verde, un esempio di questa tendenza iniziata dopo i primi anni 2000 è la nuova Piazza Municipio a Napoli, dove la precedente pavimentazione a lisca di pesce bianca e argento e gli imponenti giardini sono sostituiti da una landa di basoli. A parte una problematica estetica più o meno condivisibile, l'uso eccessivo del basolo comporta altri tipi di inconvenienti:
- la riduzione in termini di design urbanistico di soluzioni diverse e più fantasiose, causata dall'omologazione che negli ultimi anni è stata fatta per quanto riguarda la pavimentazione stradale
- l'eliminazione di una diversità cromatica tra il manto stradale e quello del marciapiede
- il riscaldamento continuo delle nostre città, proprio come per l'asfalto anche il basolo avendo spesso un colore tendente al grigio scuro attrae calore, così facendo queste immense distese di basoli, unite anche alle piazze sempre meno verdi delle nostre città, le rendono roventi e impraticabili per molti mesi dell'anno,